# Northwest Arm, Nova Scotia
Northwest Arm är en vik i Kanada.   Den ligger i provinsen Nova Scotia, i den sydöstra delen av landet, 1 000 km öster om huvudstaden Ottawa.
I omgivningarna runt Northwest Arm växer i huvudsak blandskog. Runt Northwest Arm är det ganska tätbefolkat, med 214 invånare per kvadratkilometer.